# Meranoplus mayri
Meranoplus mayri är en myrart som beskrevs av Auguste-Henri Forel 1910. Meranoplus mayri ingår i släktet Meranoplus och familjen myror. Inga underarter finns listade i Catalogue of Life.

## Bildgalleri

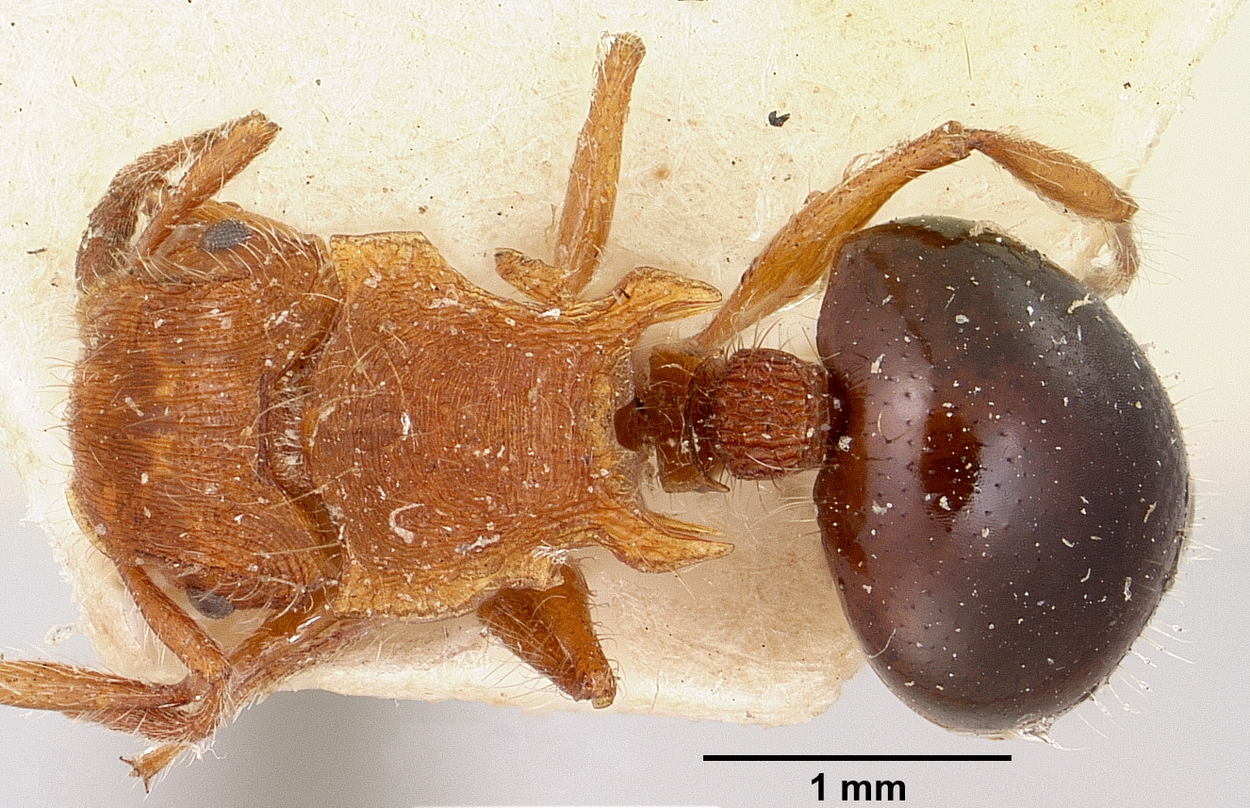
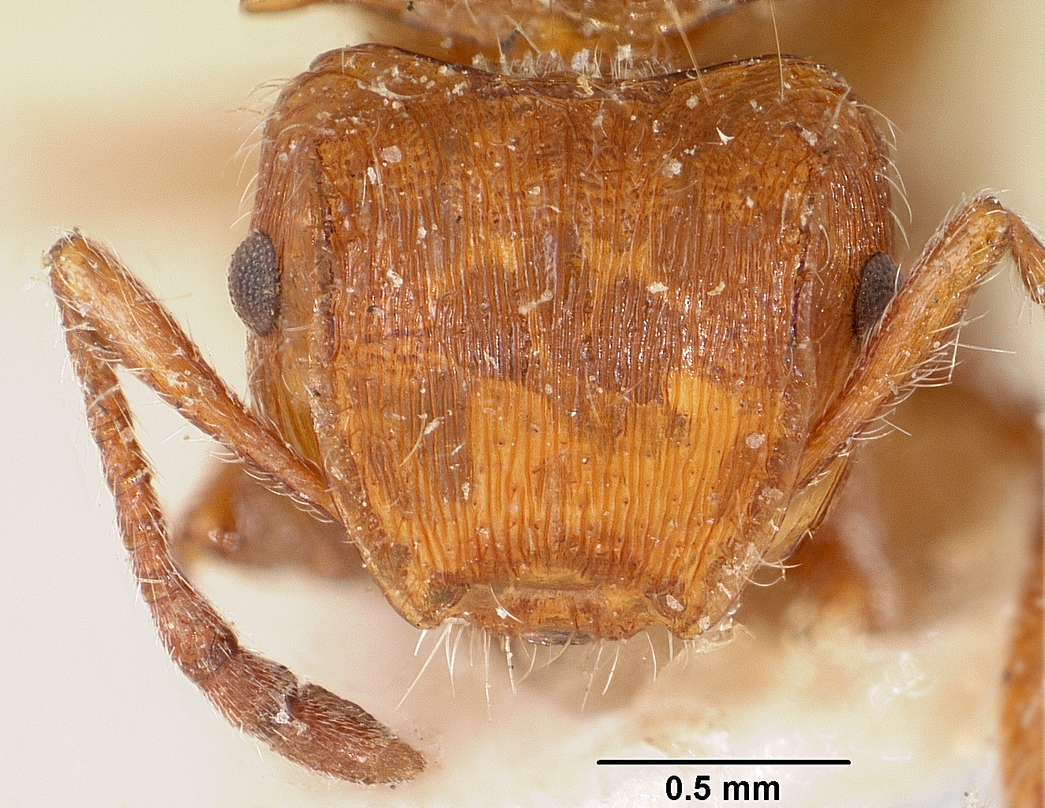
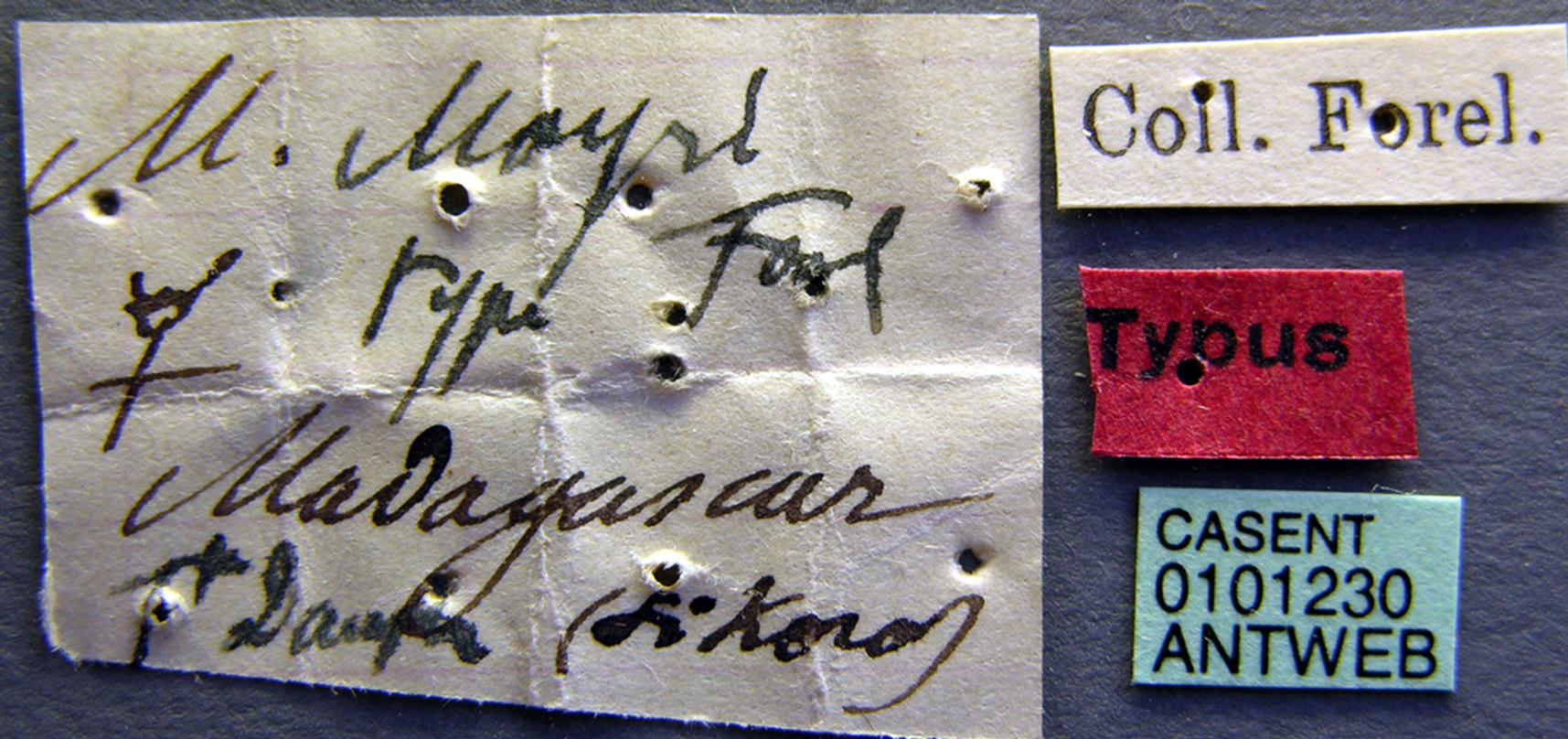
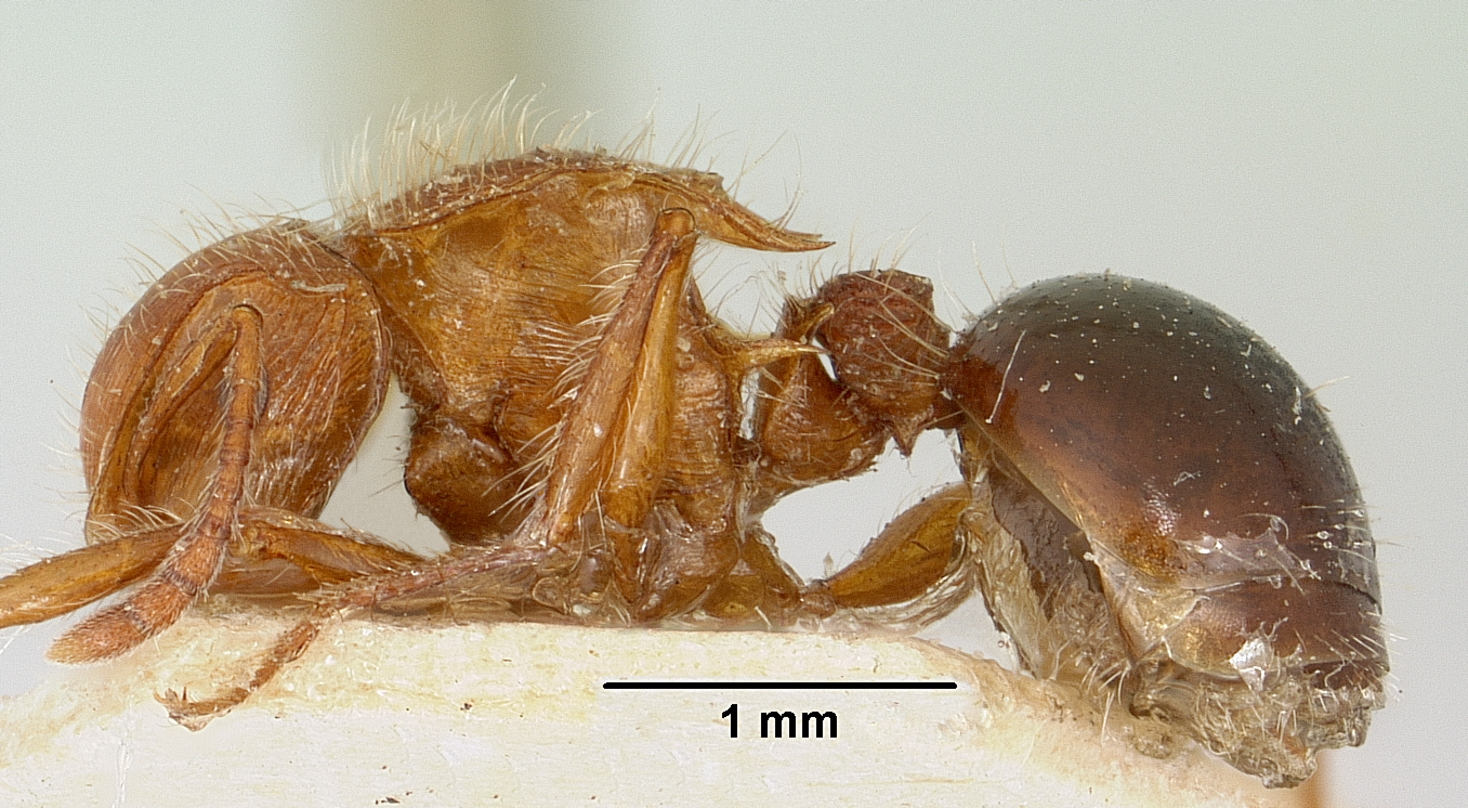
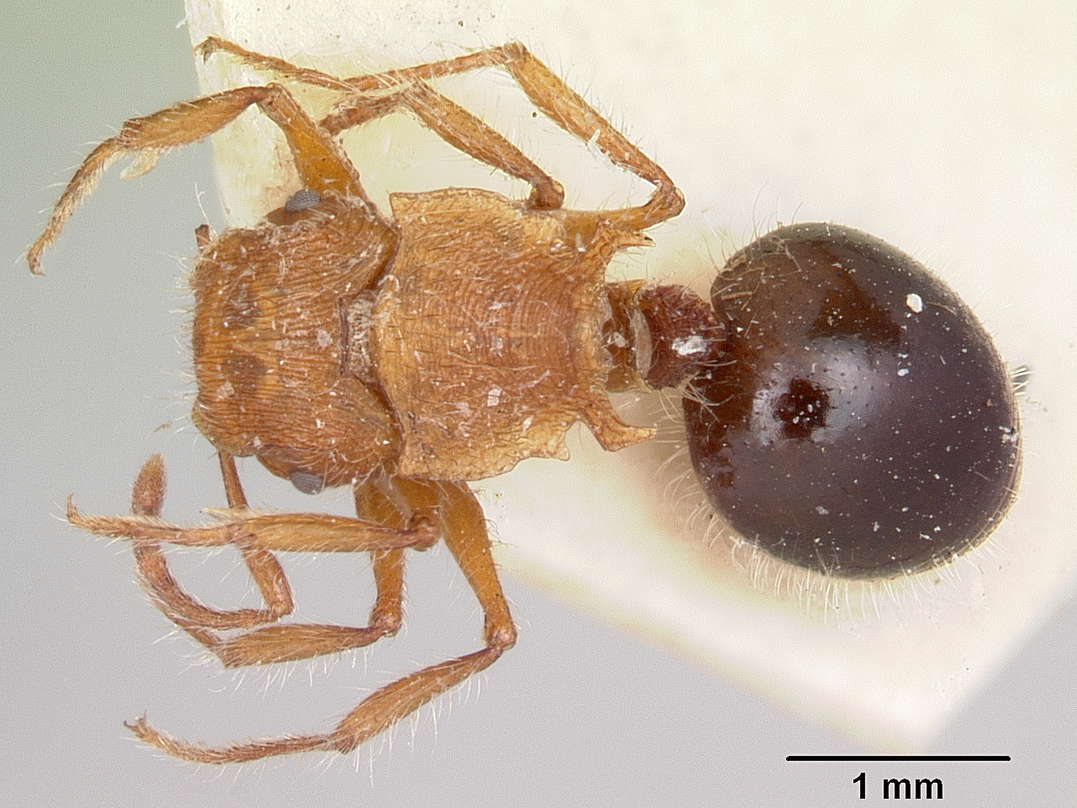
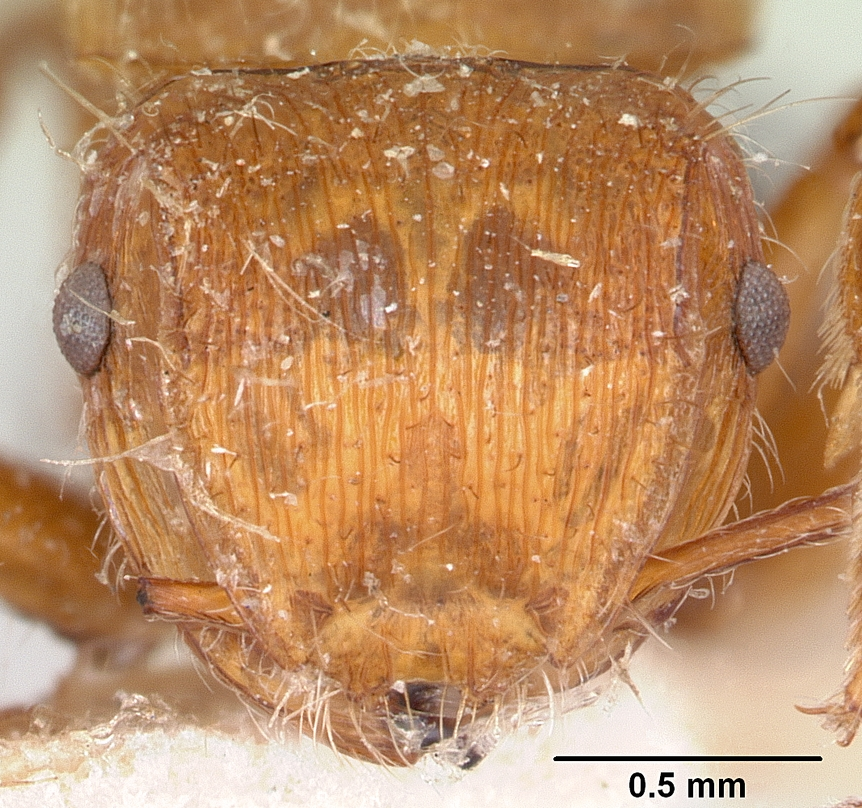